# Santo Domingo Tonaltepec
Santo Domingo Tonaltepec là một đô thị thuộc bang Oaxaca, México. Năm 2005, dân số của đô thị này là 291 người.